# Flockenberg
Flockenberg ist ein Ortsteil von Morsbach im Oberbergischen Kreis im südlichen Nordrhein-Westfalen innerhalb des Regierungsbezirks Köln.

## Lage und Beschreibung
In ländlicher, waldreicher Umgebung liegt Flockenberg am südlichsten Zipfel des Oberbergischen Kreises. Die Städte Gummersbach (38 km), Siegen (35 km) sowie Köln (75 km) sind in der Nachbarschaft zu finden.
Benachbarte Flockenberger Ortsteile sind Herbertshagen im Westen, Hellerseifen im Norden, Rhein im Osten, und Katzenbach im Süden. 

## Geschichte
1680 wurde der Ort das erste Mal urkundlich erwähnt. Die Schreibweise der Erstnennung war Flockenberg.